# Manuel Marques (Guge)
Manuel Marques (16e eeuw - jaren 1640) was een Portugees missionaris en ontdekkingsreiziger. In 1596 sloot hij zich aan bij de jezuïeten.

## Reizen naar Tibet
Marques ondernam verschillende reizen naar het koninkrijk Guge in Tibet en verbleef er een bepaalde tijd onder bescherming van de koning voor missiewerk.
Op 30 maart 1624 reisde hij in eerste instantie van Agra naar Delhi, samen met António de Andrade. Hier hoorden ze dat een groep hindoepelgrims naar Tibet onderweg waren. Ze besloten zich aan te sluiten bij deze groep, omdat die hen bescherming gaven en een gids konden zijn voor het eerste deel van de reis. Al meteen de volgende dag sloten ze zich in een hindoevermomming aan bij de groep. Na vijftien dagen bereikten ze Srinagar. Daar werd herkend dat ze gelovigen noch handelaren waren en werden ze voor korte tijd gearresteerd. Door gebrek aan bewijs werden ze vervolgens vrijgelaten en konden ze met de karavaan verdertrekken.
De zomer erop, vanaf 17 juni 1625 ondernam hij opnieuw een reis met De Andrade naar Tibet, waar ook Gozales de Sousa zich bij aansloot. Opnieuw werden ze door de radja van Srinagar lastiggevallen, waarbij ze ditmaal ook werden beroofd. Ze bereikten uiteindelijk Tsaparang in Guge op 28 augustus van dat jaar.
De radja van Garhwal die de missionarissen ervoor dwars had gezeten, overleed op 28 juni 1931. De houding van de radja had zich in de loop van de jaren geheel veranderd en er was inmiddels een missiepost gebouwd naast het paleis in Srinagar. Marques verbleef op dit moment in Tibet, waar juist een revolutie had plaatsgevonden en de koning die de missie had beschermd was afgezet. Marques informeerde Francisco de Azevedo in 1631 in Srinagar over deze revolutie. Hij was bij deze gelegenheid over de bergpas Mana la gekomen om nieuwe voorraden aan te schaffen en een rapport naar Agra te zenden over de situatie in Tsaparang.

### Gijzeling
In 1640 begeleidde Marques de paters Thomas de Barros, Ignatius a Cruce en Aloysius de Gama. In Srinagar sloten ze zich aan bij Stanislaus Malpichi. De koning van Guge had verzocht missionarissen te sturen en Malpichi besloot onder begeleiding van Marques de intentie van de koning beter te onderzoeken. Op de Mana la werden ze echter gearresteerd en Malpichi werd teruggezonden met de opdracht terug te komen met een groot bedrag aan losgeld om Marques vrij te kopen.
Marques bevond zich in 1641 nog steeds in Tsaparang, en stuurde dat jaar een brief aan De Barros dat hij daar slecht werd behandeld. Hij zou Tsaparang op dat moment graag hebben willen verlaten, maar was zodanig gewond dat hij er weinig hoop in had daarin te slagen. De Barros gaf later aan dat dit een van de redenen was waarom de drie paters weer teruggekeerd waren naar Agra.
Op verzoek van Marques zelf deed Joseph de Castro een laatste poging om hem vrij te krijgen. Via de pater ontving hij een aanbevelingsbrief van de koningin van Lahore die bestemd was voor de koning in Tsaparang. De koning werd hierin verzocht om Marques te laten vertrekken naar Agra, wat de koning vervolgens weigerde.
In 1635 ondernam hij een reis naar Tsaparang met zes andere jezuïeten, waaronder Nuño Coresma.

## Laatste teken
De catalogus van 1641 vermeldt nog dat er een pater is achtergebleven in Srinagar om over de vrijlating van Marques te onderhandelen. In de eerstvolgende catalogus, die van 1647, werd de naam van Marques niet meer genoemd.